# Matasunta
Matasunta o Matasuenda fue una noble goda del siglo VI. Hija de Eutarico y Amalasunta, y hermana de Atalarico, rey de los ostrogodos, sus abuelos maternos eran Teodorico el Grande y Audofleda.

## Biografía
Se casó con Vitiges, que fue proclamado rey de los ostrogodos en la época de la invasión de Italia por los bizantinos.
Capturados tanto ella como su marido por el general bizantino Belisario, fueron llevados a Constantinopla, donde pasaron el resto de su vida. Cuando murió Vitiges, Matasunta volvió a casarse, esta vez con el patricio Germano, primo de Justiniano, al que le dio un hijo, también llamado Germano, que nació tras la muerte de su padre, a finales del año 550 o principios de 551.   
La principal fuente de información sobre la vida de Matasunta la ofrece Jordanes en su obra Getica. Allí cuenta que tras la muerte de su segundo marido, Matasunta decidió permanecer viuda.
Sobre su hijo Germano no hay datos posteriores, aunque tal vez puede ser identificado con el patricio Germano, un senador importante en la época del emperador bizantino Mauricio (r. 582-602).